# Nationaal park Walpole-Nornalup
Nationaal park Walpole-Nornalup is een nationaal park in de regio South West in West-Australië. Het staat bekend voor de grote karri- en tinglebomen die er groeien. De 'Red Tingle' (Eucalyptus jacksonii) is endemisch in de streek rond Walpole. Het park maakt deel uit van de grotere in 2004 opgerichte 'Walpole Wilderness Area' en is gelegen in de internationale biodiversiteitshotspot Zuidwest-Australië.

## Geschiedenis
De oorspronkelijke bewoners van de streek zijn de Mineng Nyungah Aborigines. Zij leefden er reeds veertigduizend jaar. Het oudste in het park gevonden artefact is zesduizend achthonderd jaar oud. De eerste Europeaan die de streek onder ogen kreeg was Francis Thyssen die in 1627 met de Gulden Zeepaerd langs de zuidkust voer en Point Nuyts benoemde.
Kapitein Thomas Bannister ontdekte de rivier de Walpole toen hij een route over land zocht tussen Perth en Albany in 1831. In 1837 verkende de expeditie van William Preston de streek rond Walpole. De ontdekkingsreiziger William Nairne Clark bezocht de streek in 1841 en voer de rivier Frankland op. De eerste Europese kolonisten, de familie Bellanger, vestigden zich rond 1909 langs de Frankland. In 1910 bezocht minister van landbouw James Mitchell de streek, de latere premier en gouverneur van West-Australië. Hij werd door de schoonheid van de streek bewogen tot het voorbehouden van 370 hectare als klasse A natuurpark. In 1912 werd nog een gebied ten westen van de Irwin-inham geklasseerd en bij het park gevoegd. In de jaren 1930 werd als reactie op de crisis van de jaren 30 en in navolging van het Group Settlement Scheme uit de jaren 1920 een programma uitgewerkt om de streek verder te bevolken en kleine boerderijen te ontwikkelen.
Het dorp Walpole werd vernoemd naar de rivier Walpole die vernoemd werd naar William Walpole. Walpole diende in 1909 naast James Stirling op de HMS Warspite. De naam van het dorp Nornalup is afgeleid van het aborigineswoord voor de streek, Nor-Nor-Nup. Het betekent "plaats van de zwarte slang".
Pioneer Park werd in de jaren 1980 ontwikkeld op de kampplaats waar de eerste 120 mannen, onder het groepvestigingsprogramma van de jaren 1930, werden gevestigd om wegen aan te leggen. Het Walpole-Nornalup Visitors Centre vindt er onderdak en wordt beheerd door de Walpole Nornalup Tourism Association (Inc). Pioneer Park maakte in 2018 nog deel uit van het nationaal park Walpole-Nornalup.
In 2009 werden de Walpole- en Nornalup-inhammen en de rivieren Walpole, Deep en Frankland - tot waar ze onderhevig zijn aan het getijde - ondergebracht in het "Walpole and Nornalup Inlets Marine Park". Het marinepark wordt bijna volledig begrensd door de Indische Oceaan en het nationaal park Walpole-Nornalup.

## Klimaat
Het nationaal park ligt in een streek met een mediterraan klimaat. Gemiddelde temperaturen schommelen tussen 13,6 en 25,4 °C in januari en 7,4 en 16 °C in juli-augustus. Het park kent een gemiddelde neerslag van 1.200 mm per jaar maar het noordoosten is veel droger dan het zuidwesten. Tussen 1956 en 1985 werd een daling van 14 % neerslag opgemeten. Het regent gemiddeld 185 dagen per jaar. De klimatologische omstandigheden zijn van dien aard dat wortelrot zich makkelijk verspreidt in het park.

## Fauna en flora

### Fauna
Er leven negentien inheemse zoogdiersoorten in het park waaronder de Pseudocheirus occidentalis, zwartstaartbuidelmarter, gewone kortneusbuideldas, slurfbuidelmuis, quokka, de tafa en dwergbuidelmuizen.
Er zijn honderdnegen vogelsoorten geteld in het park waaronder de grote doornkruiper, de zwarte woudaap en het roodvleugelelfje.
Tweeëntwintig reptielensoorten leven in het park waarvan er drie endemisch zijn in de zuidelijke kustduinen. De Elapognathus minor is er een van. Er werden ook twaalf paddensoorten gevonden die allen endemisch zijn voor het zuidwesten van West-Australië. De Geocrinia lutea is endemisch binnen een straal van twaalf kilometer rond Walpole.
Door de stabiele vochtigheidsgraad in het park leven er nog ongewervelden uit de tijd van Gondwana in het park waaronder Baalebulb sp., Dardarnus sp. en de Moggridgea tingle.

### Flora
Er groeien minstens 689 inheemse plantensoorten in het park waaronder vier varenfamilies en achtentwintig families bloemende planten. De belangrijkste zijn de orchideeënfamilie met 104 soorten, de mirtefamilie met 52 soorten, de cypergrassenfamilie met 36 soorten, de Papilionaceae met 50 soorten en de Proteaceae met 43 soorten. De meest voorkomende geslachten zijn de Stylidium, de Caladenia, de Hibbertia, de Melaleuca en de Leucopogon.
Vier soorten eucalyptusbomen zijn endemisch in de Walpole Wilderness Area en komen in het nationaal park voor, de Eucalyptus brevistylis, de Eucalyptus jacksonii, de Eucalyptus guilfoylei en de Eucalyptus ficifolia.
Wortelrot, hoofdzakelijk veroorzaakt door Phytophthora cinnamomi, heeft grote delen van het park aangetast, waaronder de Peacefulbaai, de Conspicuous- en Ficifoliawegen, het Long Point wandelpad en de Nuyts Wilderness Area. In Australië spreekt men over 'Dieback'.
Sinds de jaren 1970 wordt er gecontroleerd afgebrand in het nationaal park om ongecontroleerde branden tegen te gaan.

## Bezienswaardigheden
- De Valley of the Giants Tree Top Walk is een zeshonderd meter lang wandelpad tussen de boomtoppen op veertig meter hoogte.[8]
- De Hilltop Lookout biedt een uitzicht over de Nornalup-inham en de Indische Oceaan.[9]
- Circular Pool is een waterpoel in de rivier Frankland. 's Winters is er wildwater en 's zomers kan men er zwemmen in de permanente waterpoel.[10]
- Vanaf Conspicious Cliff kan men in de winter en lente migrerende walvissen spotten.[11]
- Aan de historische Monastery Landing wordt gekanood en gekajakt.[12]
- Het Bibbulmunwandelpad slingert door het nationaal park.

## Toegang
De South Western Highway loopt door het park en langs het Walpole-Nornalup Visitors Centre.

## Galerij

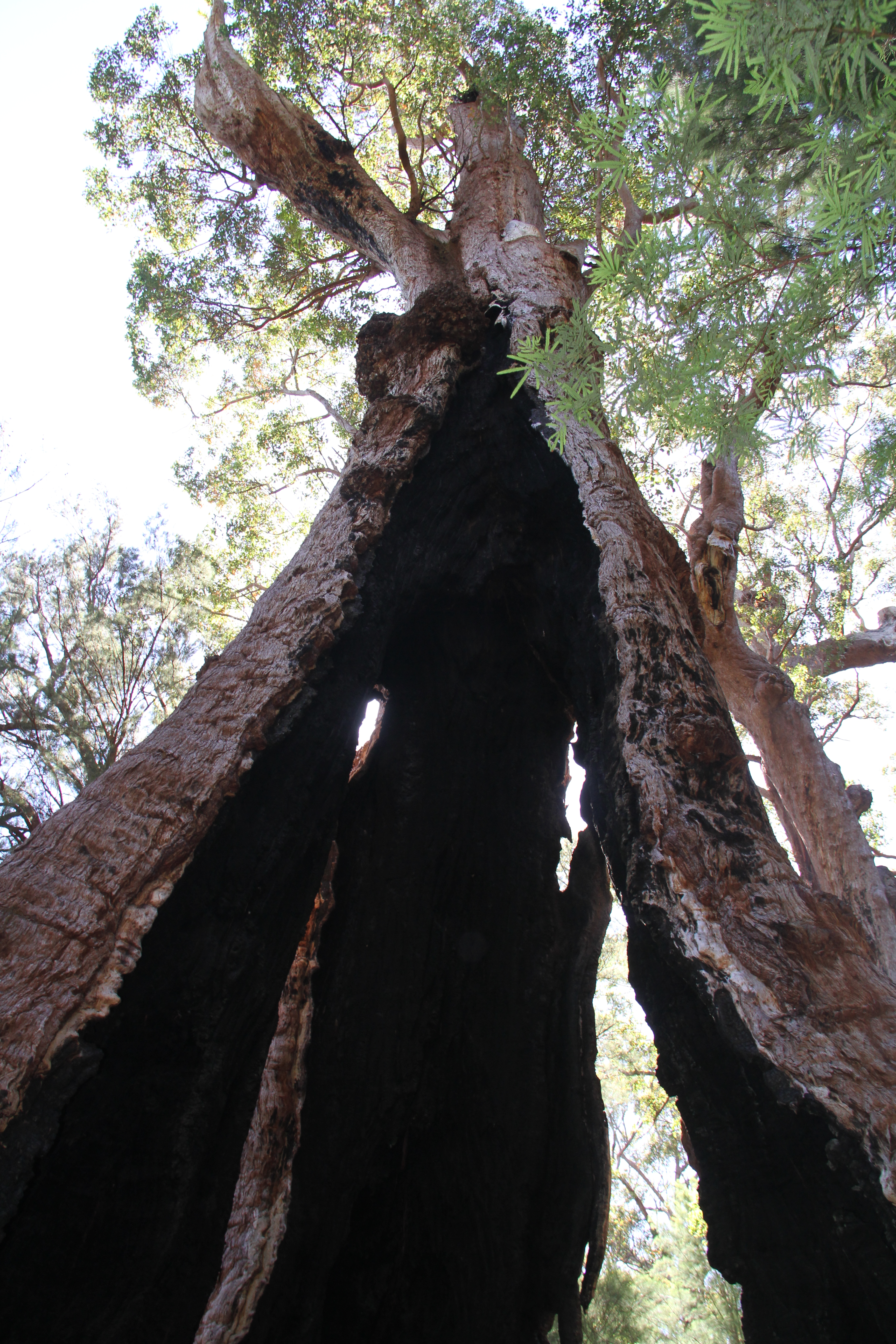
Gigantische Red Tingle
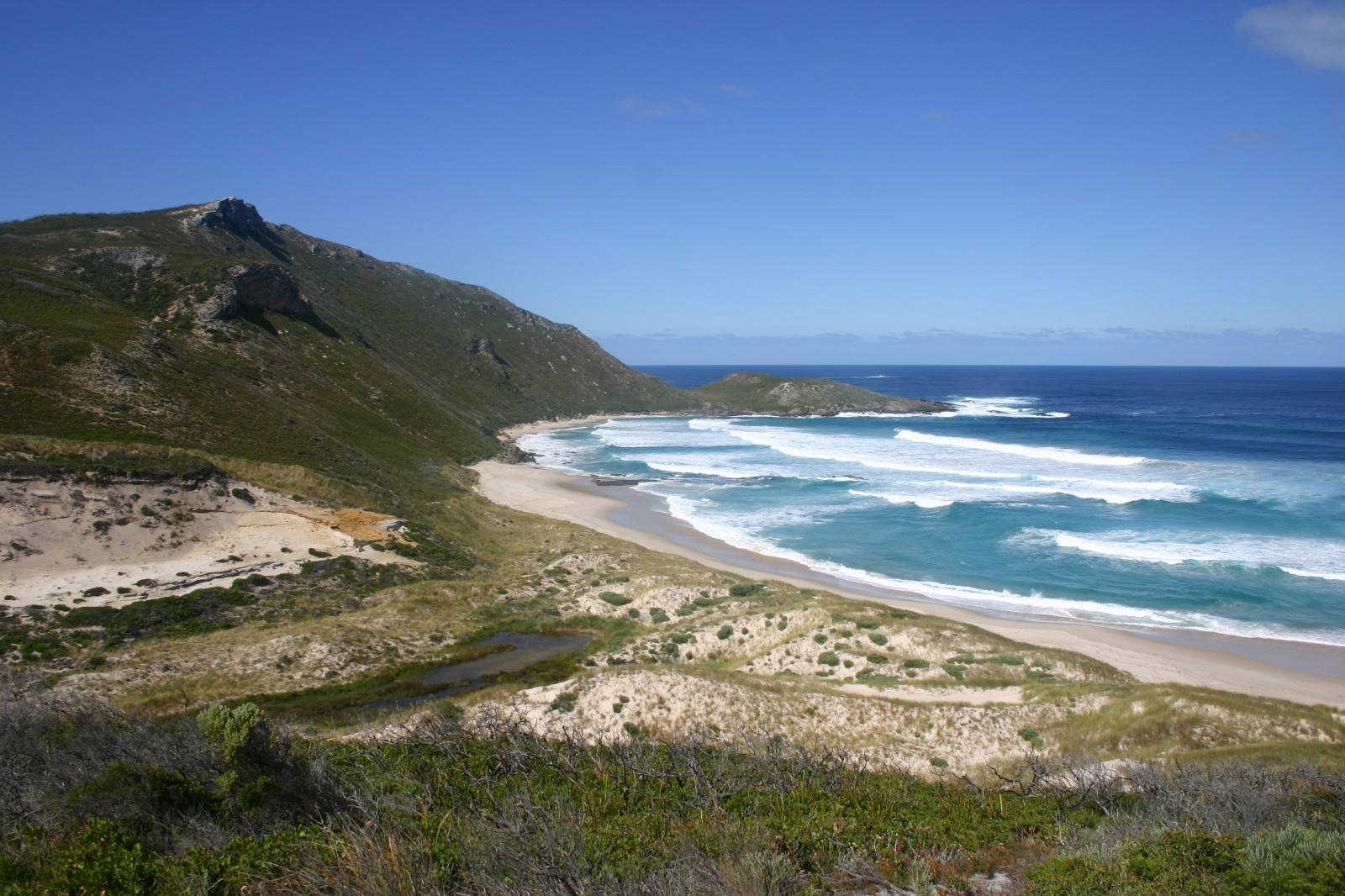
Conspicuous Cliff
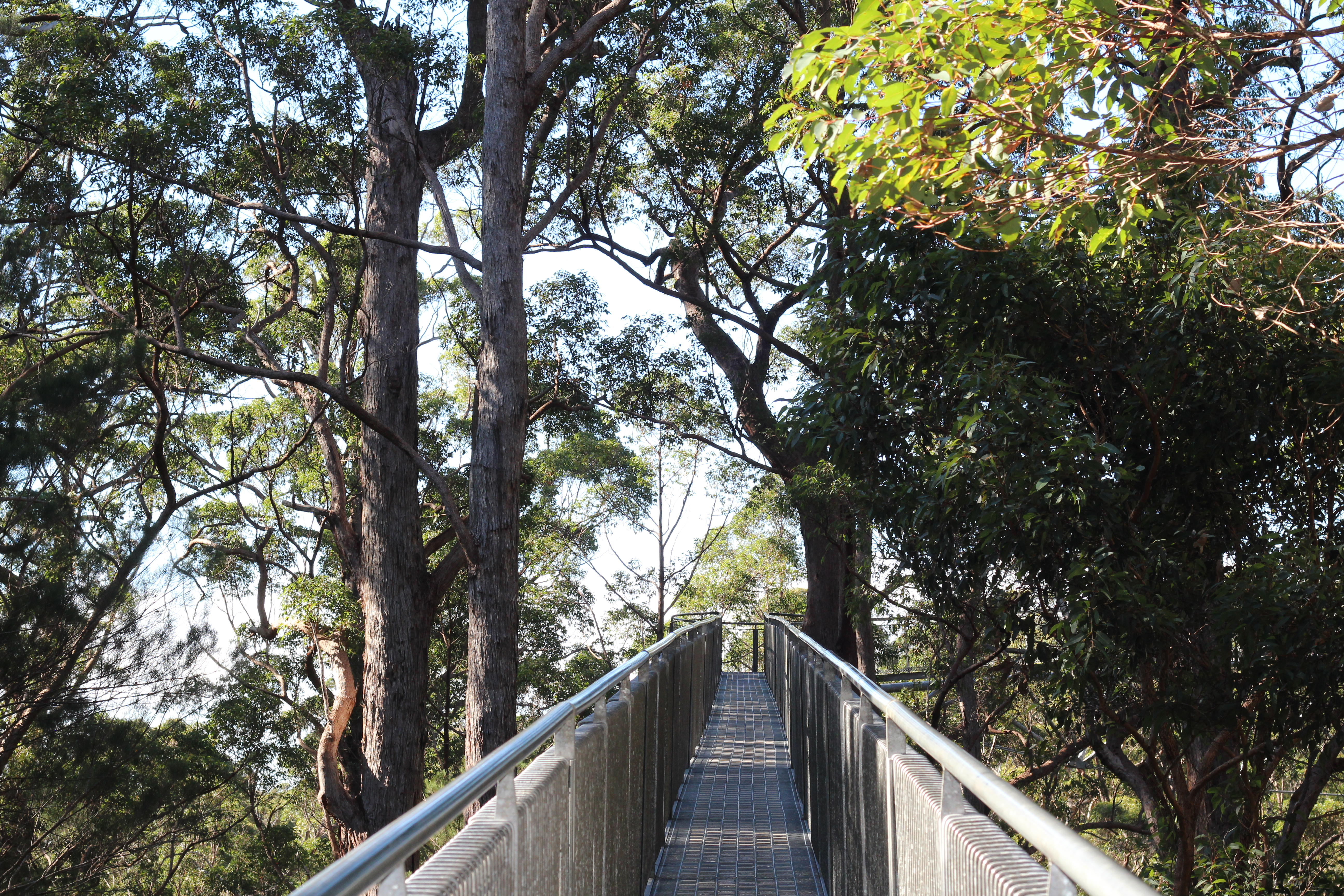
Tree Top Walk
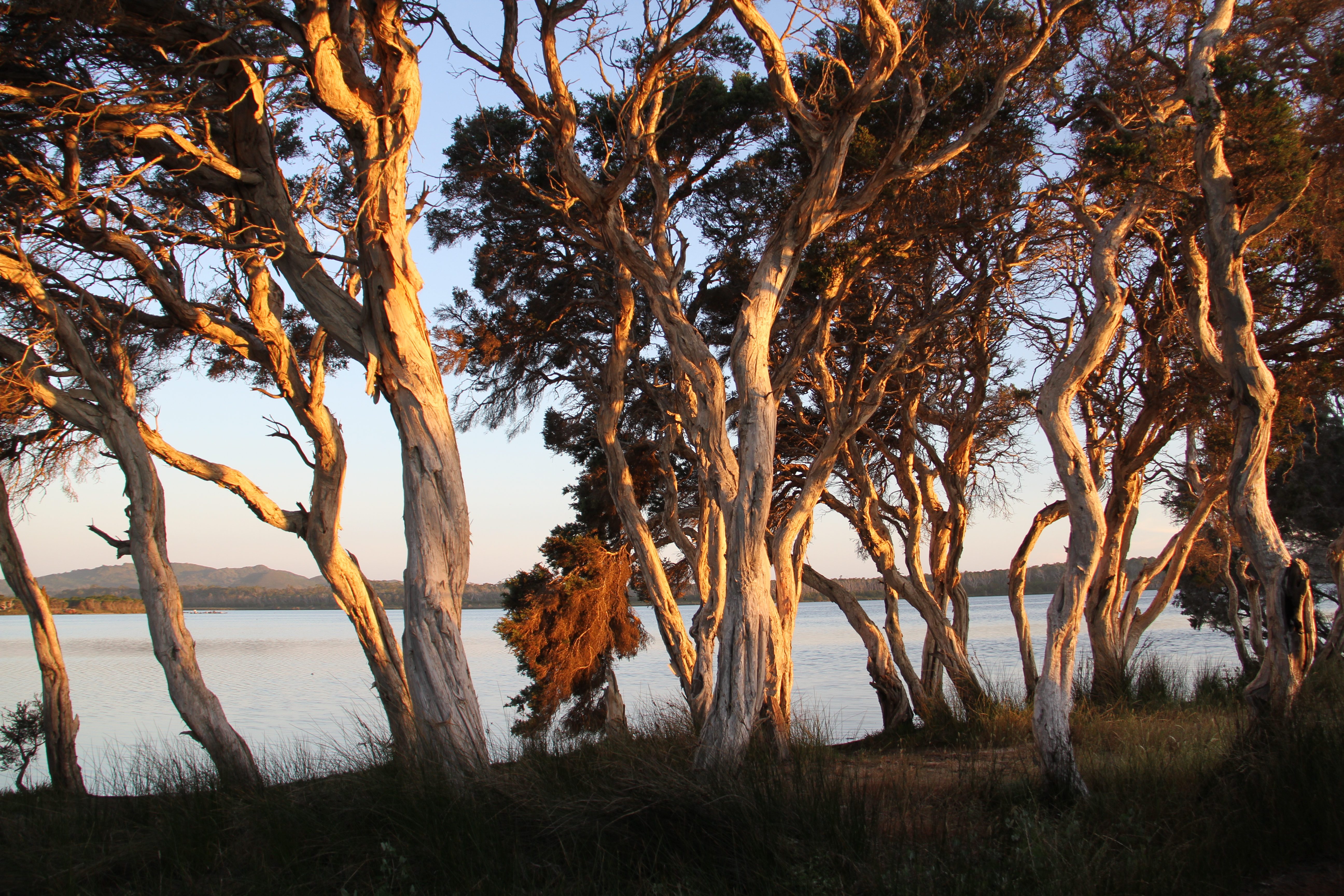
Peaceful Bay
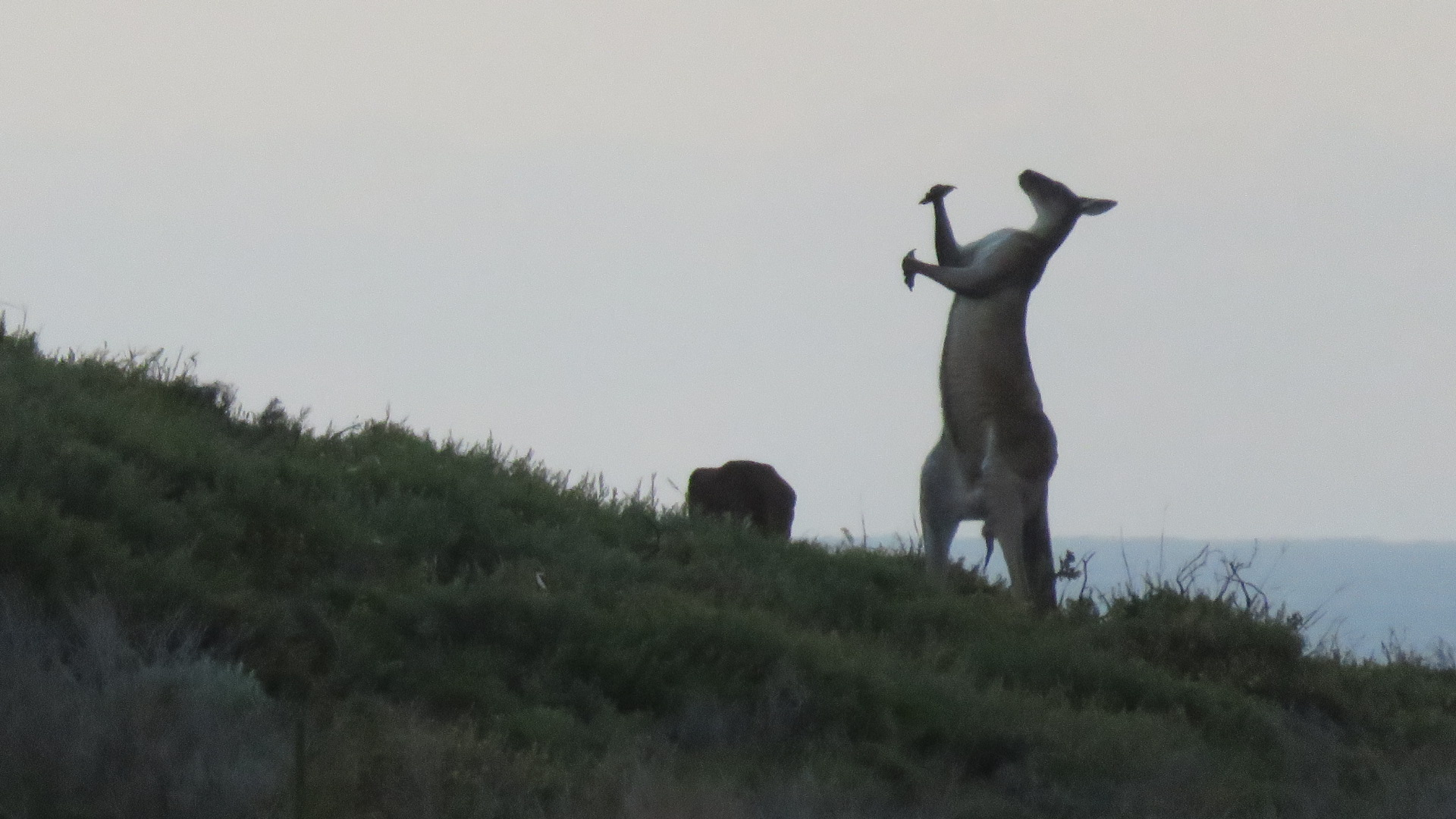
kangoeroe
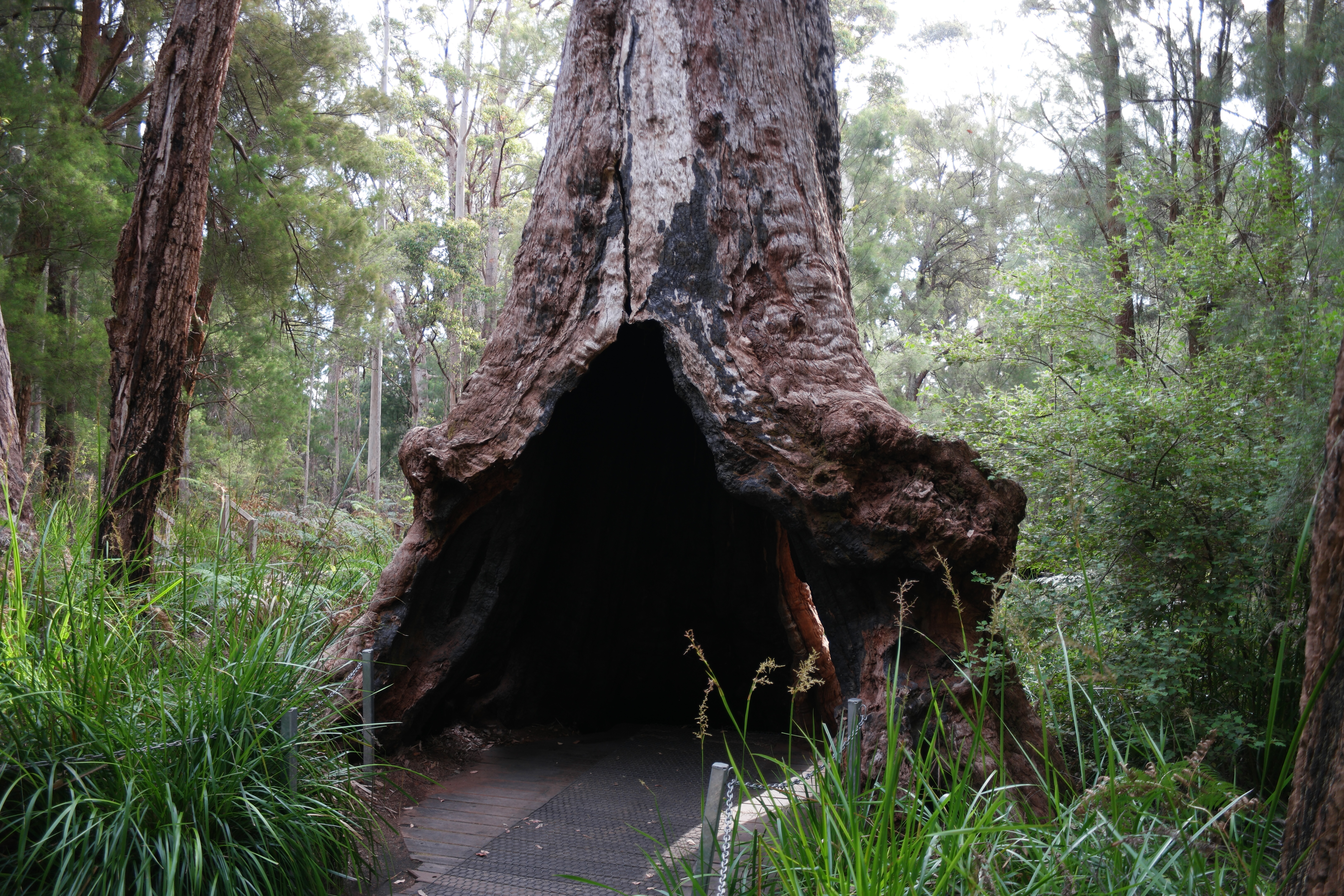
Valley of the Giants
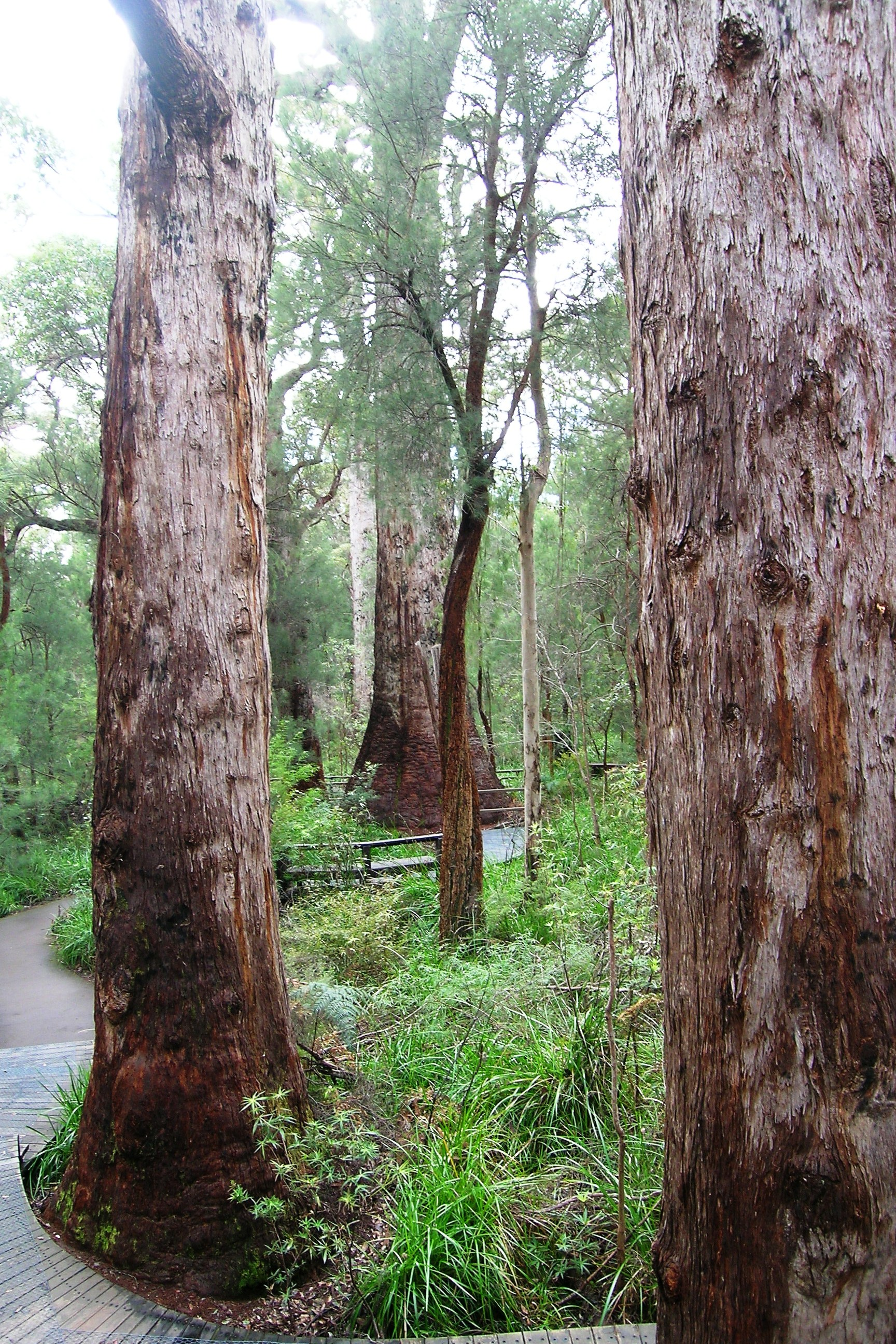
Ancient Walk

Alexander Morrison · 
Avon Valley · 
Badgingarra · 
Bandiln͟gan (Windjana Gorge) · 
Beelu · 
Boorabbin · 
Brockman · 
Cape Arid · 
Cape Le Grand · 
Cape Range · 
Cliff Spackman · 
Collier Range · 
Dan͟ggu · 
D'Entrecasteaux · 
Dimalurru (Tunnel Creek) · 
Drovers Cave · 
Drysdale River · 
Eucla · 
Fitzgerald River · 
Francois Peron · 
Frank Hann · 
Gloucester · 
Goldfields Woodlands · 
Goongarrie · 
Gooseberry Hill · 
Greater Beedelup · 
Greenmount · 
Hassell · 
Hidden Valley · 
John Forrest · 
Kalamunda · 
Kalbarri · 
Karijini · 
Karlamilyi · 
Kennedy Range · 
Lawley River · 
Leeuwin-Naturaliste · 
Lesmurdie Falls · 
Lesueur · 
Millstream-Chichester · 
Mitchell River · 
Moore River · 
Mount Augustus · 
Mount Frankland · 
Mount Roe-Mount Lindesay · 
Nambung · 
Neerabup · 
Peak Charles · 
Porongurup · 
Purnululu · 
Scott · 
Serpentine · 
Shannon · 
Sir James Mitchell · 
Stirling Range · 
Stokes · 
Tathra · 
Torndirrup · 
Tuart Forest · 
Unnamed (Nr. 17519) · 
Unnamed (Nr. 46400) · 
Walpole-Nornalup · 
Walyunga · 
Warren · 
Watheroo · 
Waychinicup · 
Wellington · 
West Cape Howe · 
William Bay · 
Wolfe Creek Meteorite Crater · 
Yalgorup · 
Yanchep
Overzicht Nationale parken in:
 Australië · New South Wales · Noordelijk Territorium · Queensland · Zuid-Australië · Tasmanië · Victoria · West-Australië